# Mistrzostwa Europy Kadetów w Piłce Siatkowej 1997
Mistrzostwa Europy kadetów w piłce siatkowej 1997 - były II. edycją tych mistrzostw, które odbyły się w Púchov (grupa A) oraz Powaskiej Bystrzycy (grupa B). Mistrzem Europy kadetów została drużyna Włoch. Zawody trwały w dniach 25 - 30 marca 1997 roku.

## Grupa A
| Poz. | Drużyna   | Pkt | Mecze | Mecze      | Mecze   | Sety | Sety | Sety  | Pkt | Pkt | Pkt   |
| Poz. | Drużyna   | Pkt | Mecze | Zwycięstwa | Porażki | +    | -    | Ratio | +   | -   | Ratio |
| ---- | --------- | --- | ----- | ---------- | ------- | ---- | ---- | ----- | --- | --- | ----- |
| 1    | Włochy    | 6   | 3     | 3          | 0       | 9    | 2    | 4.500 | 156 | 106 | 1.472 |
| 2    | Grecja    | 5   | 3     | 2          | 1       | 6    | 4    | 1.500 | 108 | 118 | 0.915 |
| 3    | Finlandia | 4   | 3     | 1          | 2       | 3    | 8    | 0.375 | 123 | 153 | 0.804 |
| 4    | Rosja     | 3   | 3     | 0          | 3       | 5    | 9    | 0.556 | 174 | 184 | 0.946 |

## Grupa B
| Poz. | Drużyna  | Pkt | Mecze | Mecze      | Mecze   | Sety | Sety | Sety  | Pkt | Pkt | Pkt   |
| Poz. | Drużyna  | Pkt | Mecze | Zwycięstwa | Porażki | +    | -    | Ratio | +   | -   | Ratio |
| ---- | -------- | --- | ----- | ---------- | ------- | ---- | ---- | ----- | --- | --- | ----- |
| 1    | Polska   | 6   | 3     | 3          | 0       | 9    | 1    | 9.000 | 142 | 101 | 1.406 |
| 2    | Czechy   | 5   | 3     | 2          | 1       | 6    | 3    | 2.000 | 119 | 102 | 1.167 |
| 3    | Francja  | 4   | 3     | 1          | 2       | 4    | 7    | 0.571 | 142 | 138 | 1.029 |
| 4    | Słowacja | 3   | 3     | 0          | 3       | 1    | 9    | 0.111 | 87  | 149 | 0.584 |

## Mecze o miejsca 5-8

### Półfinały o miejsca 5-8
| Francja  | 3-2 | Rosja     |
| Słowacja | 3-1 | Finlandia |

### Mecz o 7. miejsce
| Rosja | 3-0 | Finlandia |

### Mecz o 5. miejsce
| Francja | 3-0 | Słowacja |

## Mecze o miejsca 1-4

### Półfinały o miejsca 1-4
| Grecja | 3-2 | Polska |
| Włochy | 3-1 | Czechy |

### Mecz o 3. miejsce
| Polska | 3-0 | Czechy |

### Finał
| Włochy | 3-2 | Grecja |

## Zestawienie końcowe drużyn
| Poz. | Drużyna   |
| ---- | --------- |
|      | Włochy    |
|      | Grecja    |
|      | Polska    |
| 4    | Czechy    |
| 5    | Francja   |
| 6    | Słowacja  |
| 7    | Rosja     |
| 8    | Finlandia |